# Fümmelse
Das Dorf Fümmelse [fʏmɛlˌzə] ist ein Stadtteil der Kreisstadt Wolfenbüttel in Niedersachsen.
Fümmelse liegt am Fümmelsee, der auch als Freibad genutzt wird, jedoch nicht Namensgeber des Ortes ist. Durch Fümmelse fließt der im Oderwald entspringende, die Breite Riede aufnehmende Brückenbach in Richtung der Oker.

## Geschichte

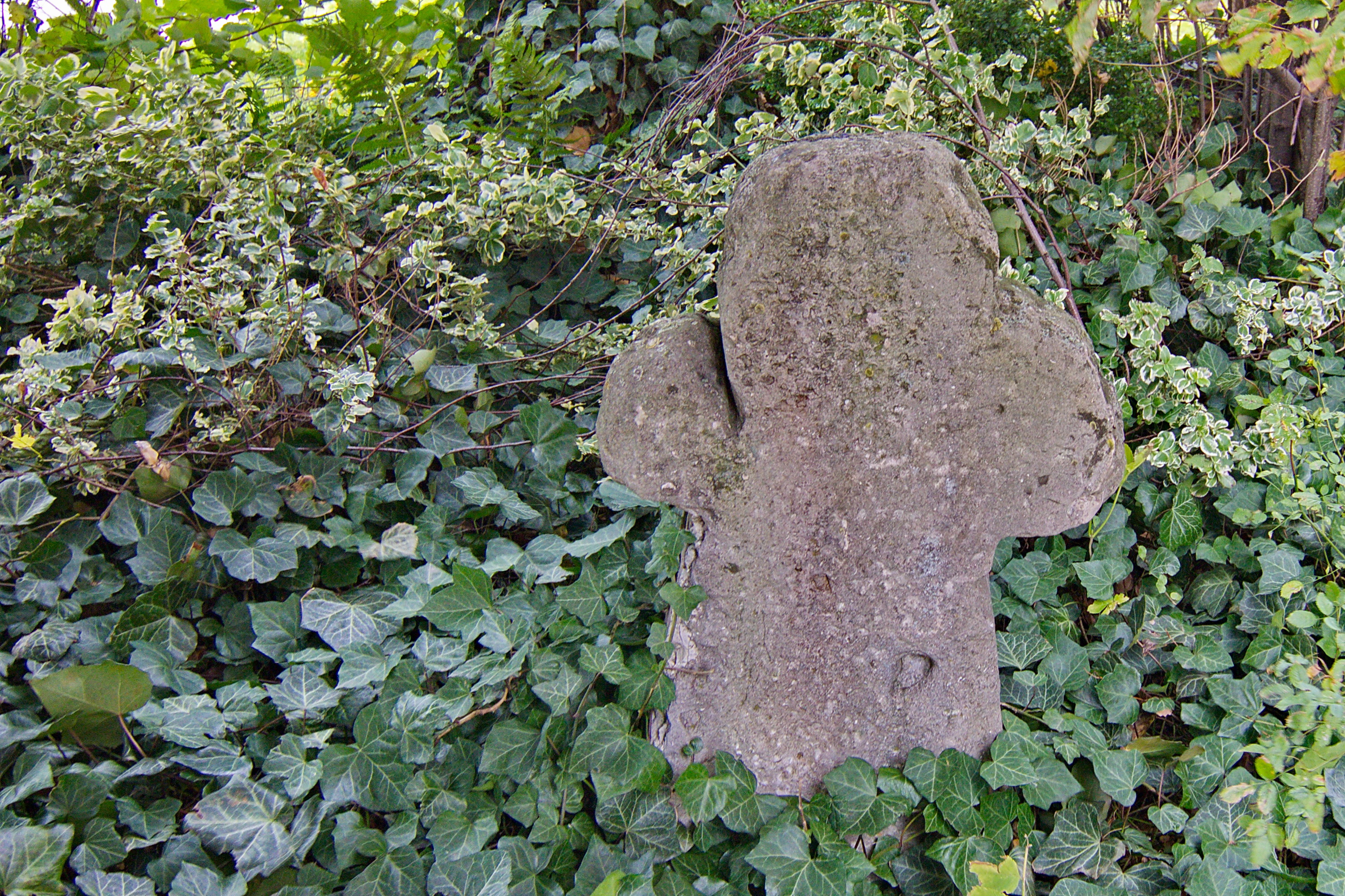
Steinkreuz vor der Kirche von Fümmelse

Bevor der Ort schriftlich belegt wurde, wird angenommen, dass auf dem Gebiet von Fümmelse sicherlich Bauern und Fischer gelebt haben. Mit dem Bau der Michaeliskirche in Braunschweig erhielt diese Kirche Ländereien um Fümmelse zugesprochen. Dies geht aus einer Bestätigung des Bischofs Bruno von Hildesheim vom 26. Juli 1158 hervor, in der der Ort erstmals genannt wurde.
Wann die Kirche von Fümmelse gebaut wurde, ist nicht bekannt. Die Errichtung des Kirchturms erfolgte 1566 und eine Orgel wurde 1843 eingebaut. Diese war im Jahr 1885 nicht mehr einsetzbar, wurde mehrfach repariert und später ersetzt. Es gab in Fümmelse auch eine Teichmühle, die 1627 niederbrannte. Eine Karte von 1641 zeigt den im Dreißigjährigen Krieg umkämpften Ort von Schanzanlagen umgeben.
1895 wurde eine Ziegelei im Ort gebaut, die später als Wolfenbütteler Tonwerke bekannt wurde. Ihre Gebäude wurden zum Teil abgerissen oder sind als Wohngebäude erhalten geblieben. Die Tonwerke wurde 1992 stillgelegt und die dazugehörige Tongrube als Schwimmbad genutzt, das 1925 in Betrieb genommen werden konnte. Es ist das heutige Schwimmbad "Fümmelsee". Wolfenbüttler Bürger und das Schloss erhielten früher aus dem Teich Trinkwasser. in der Nähe des Schwimmbadgeländes befand sich der Ort Klein Fümmelsee, der vermutlich im 14. Jahrhundert an den Folgen der Pest einging.
Der Name des Ortes entwickelte sich aus Vimmelse, Vemelhusen oder Vimmelhusen.
Bis zum 1. November 1957 gehörte zur Gemeinde Fümmelse noch der nach Wolfenbüttel eingemeindete Ortsteil Brunonia am Fümmelsern Holz.
Am 1. März 1974 wurde auch Fümmelse durch Eingemeindung zu einem Ortsteil der Stadt Wolfenbüttel.

## Politik

### Ortsrat
Der Ortsrat, der Fümmelse vertritt, setzt sich aus neun Mitgliedern zusammen. Die Ratsmitglieder werden durch eine Kommunalwahl für jeweils fünf Jahre gewählt.
Bei der Kommunalwahl 2021 ergab sich folgende Sitzverteilung:
| Ortsrat 2021Insgesamt 9 Sitze - SPD: 2 - Grüne: 1 - CDU: 6 |

### Ortsbürgermeister
Ortsbürgermeister ist Marc Angerstein (CDU).

## Kultur und Sehenswürdigkeiten
- Die Gethsemane-Kirche ist noch älter als ihr Kirchturm, der im Jahre 1566 fertiggestellt wurde.
- Vor dem Eingang der Kirche steht das älteste Denkmal von Fümmelse, ein Steinkreuz.

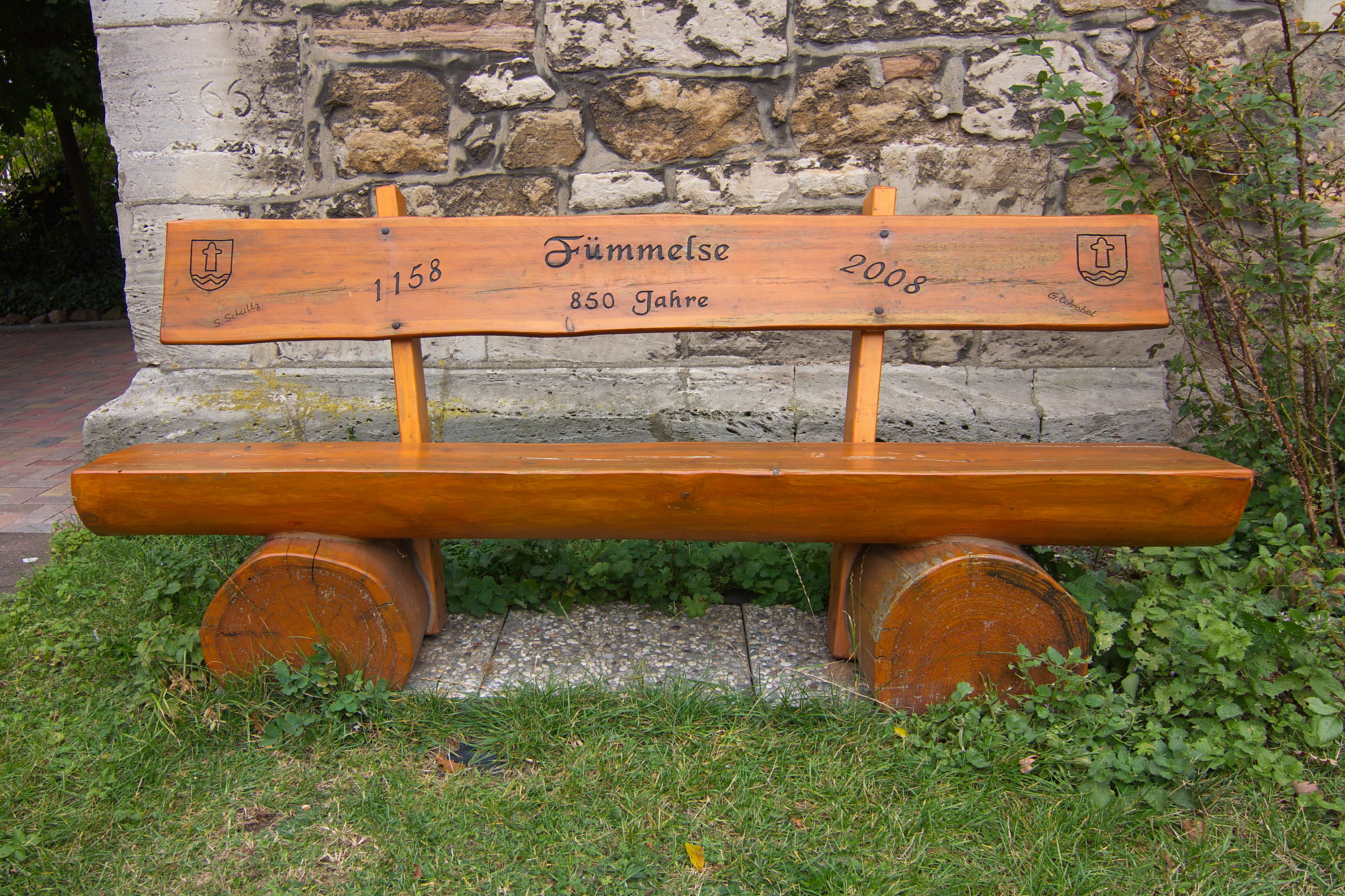
850 Jahre Fümmelse
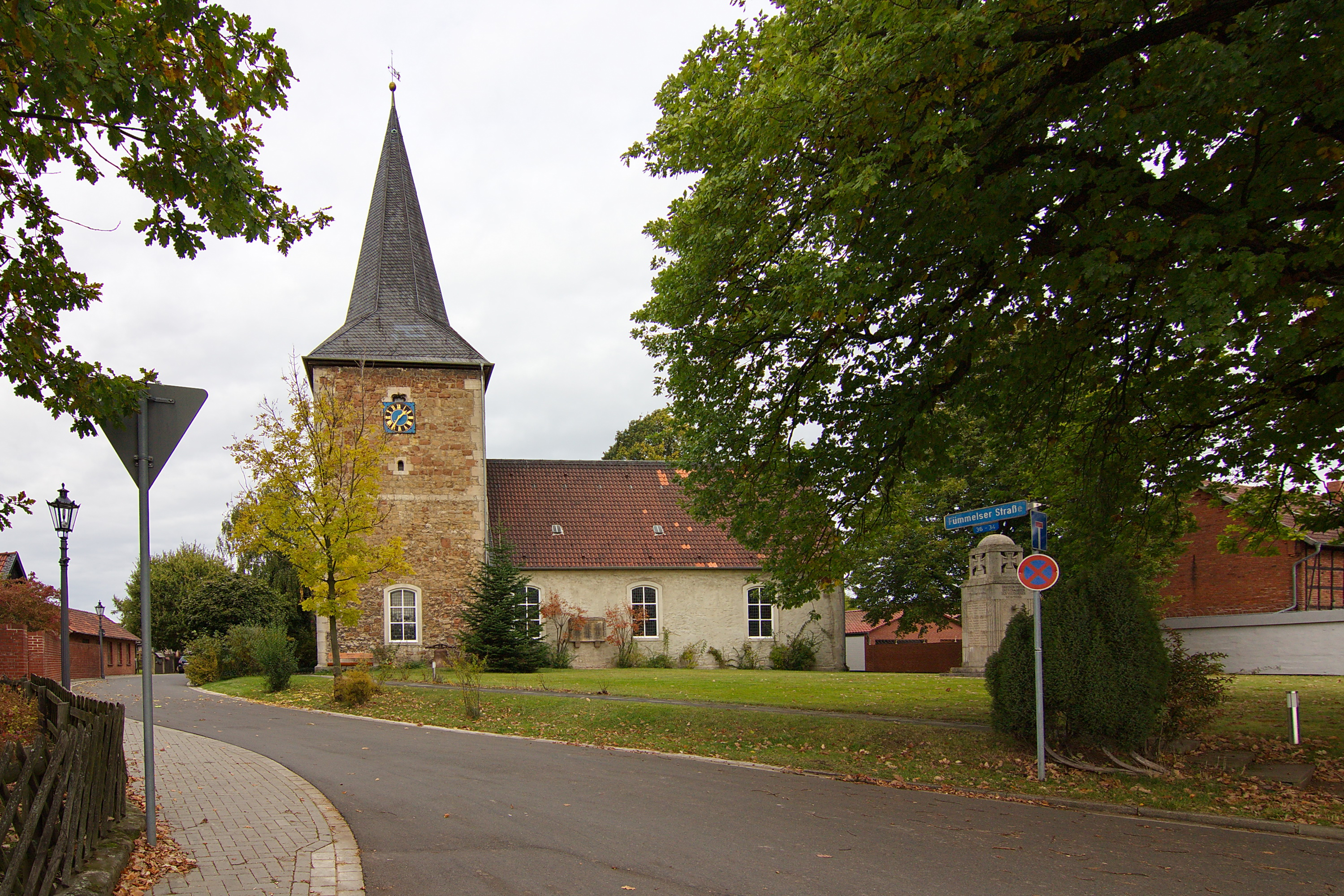
Gethsemane-Kirche
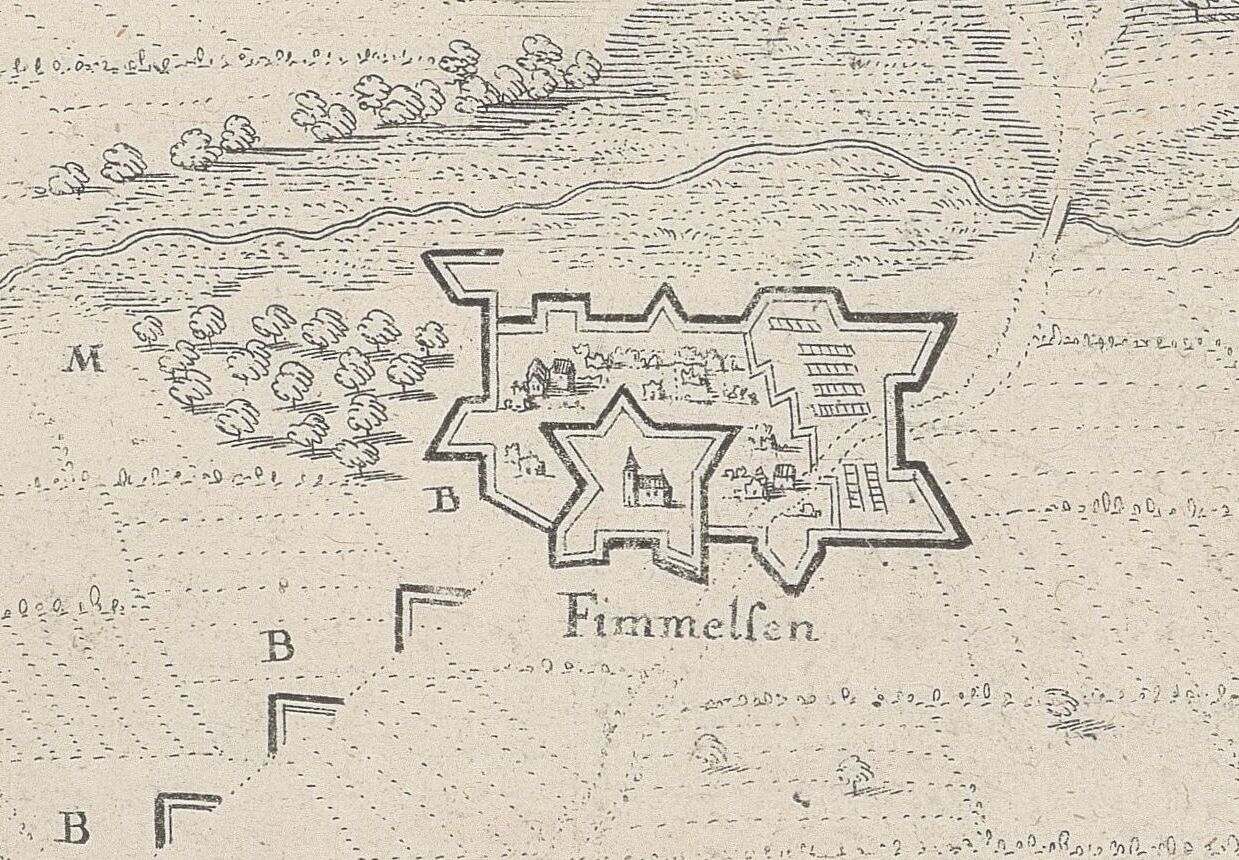
Befestigter Ort Fimmelsen, 1641